# 贝尚
贝尚（法語：Béchamps，法語發音：[beʃɑ̃]）是法国默尔特-摩泽尔省的一个市镇，属于布里埃区。

## 地理
贝尚（49°12'38"N, 5°44'19"E）面积9.28 平方千米，位于法国大東部大區默尔特-摩泽尔省，该省份为法国东北部内陆省份，是洛林的一部分，北邻比利时、卢森堡，北起顺时针与摩泽尔省、下莱茵省、孚日省和默兹省接壤。
与贝尚接壤的市镇（或旧市镇、城区）包括：弗莱维尔-利克西耶尔、贡德勒库尔-艾克斯、穆阿维尔、比济-达尔蒙、拉内尔、瓦夫尔地区鲁夫尔、圣让莱比济。

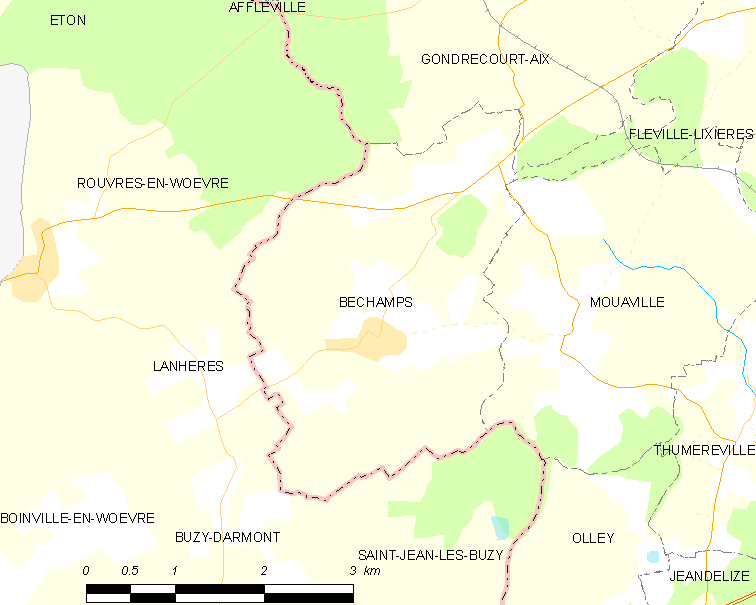
贝尚的OSM定位图

贝尚的时区为UTC+01:00、UTC+02:00（夏令时）。

## 行政
贝尚的邮政编码为54800，INSEE市镇编码为54058。

## 政治
贝尚所属的省级选区为布里埃地区县。

## 人口

1962-2008年间贝尚人口变化图示

贝尚于2022年1月1日时的人口数量为82人。